# Luzsicza Fanni
Luzsicza Fanni (Budapest, 1995. február 3. –) fotóművész. A Luzsicza család tagja. Édesapja Luzsicza Lajos Árpád, nagyapja, Luzsicza Lajos és nagynénje, Stiller-Luzsicza Ágnes festőművészek. Unokatestvére, Baksa-Soós Attila több különböző művészeti ágban is alkot.

## Életpályája
A Kodály Zoltán Magyar Kórusiskolában kezdett el hárfázni Gulyás Csilla növendékeként. A Baár-Madas Református Gimnáziumban érettségizett, ahol megismerkedett a fotografálással is. 2010-ben részt vett a Budai Rajziskola analóg fotótanfolyamán. 2017-ben fotográfus tervezőként végzett a Moholy-Nagy Művészeti Egyetemen. 2011-től a Közösség Magazinnak készít fotóesszéket.

### Családja
Nagyapja Luzsicza Lajos, és édesapja, Luzsicza Lajos Árpád, valamint nagynénje, Stiller-Luzsicza Ágnes festőművészek. Édesanyja Csenki Zsuzsa, kertészmérnök. Unokatestvére, Baksa-Soós Attila, performansz-művész, zenész.

### Munkássága

#### Önálló kiállítások
- „Láss, ne csak nézz” – Budai Református Egyházközség (2010)
- „Rokonok” – Kóka Ferenc Galéria, Budapest (2011)
- „Vallomások” - Közösségi Ház, Áporka (2012)
- „Apa és Lánya”- Ól Galéria, Dörgicse (2012)
- „Gyermekek” – Falunap, Szent Márton-ház, Óbudavár (2013)
- „Magasságok-Mélységek” – Dům Národnostních Menšin, Prága (2015)
- „Conceptum” – Budai Református Egyházközség (2018)
- „Kötelékek” – Adna Café (2018)[1]

#### Csoportos kiállítások
- X. Ifjúsági Művészeti Fesztivál – Kondor Béla Közösségi Ház (Budapest, 2010)
- XVII. Országos Ifjúsági Sajtófesztivál – Millenáris Fogadó (Budapest, 2010)
- XXX. Országos Ifjúsági Médiatábor (Balatonfenyves, 2010)
- 7. Nemzetközi Fotókiállítás – Magyar Kultúra Háza (Budapest, 2010)
- „Remény” Nemzetközi Fotópályázat – Uránia Magyar Filmszínház (Budapest, 2011)
- „For The Love Of Water” – Comenius Projekt (Slagelse, Dánia, 2012, Berlin, Németország, 2012)
- Az Asztal Társaság csoportos kiállítása – Prágai Magyar Intézet Galériája (2012)
- Testvér és testvériség – Diákhitel – Képző festészeti, grafikai és fotóművészeti pályázat kiállítása, A38-as hajó, Budapest (2015)
- Luzsicza-család – Vízivárosi Galéria, Budapest (2015)
- A mi világunk, a mi méltóságunk, a mi jövőnk – Külügyi és Külgazdasági Intézet, Budapest (2016)
- Puritanus - tiszta művészet – Hegyvidék Galéria, Budapest (2017)
- Entrée – az Art Moments Fesztivál és a Várkert Bazár szervezésében (2017)
- A Matter of Perspective – HybridArt Gallery, Budapest (2017)
- SZUBJEKTUM – Várkert Bazár, Budapest (2017)
- Elkülönülés/Elkülönítés" – III. Fotóutca Fesztivál, Budapest (2017)

## Díjak, elismerések
- X. Ifjúsági Művészeti Fesztivál, Kondor Béla Közösségi Ház, fotóművészeti díjazott, 2010
- XVII. Országos Ifjúsági Sajtófesztivál, Diákújságíró Egyesület fotópályázata, „az év diákfotósa” I. helyezett, 2010
- XXX. Országos Ifjúsági Médiatábor, Diákújságírók Egyesülete, ösztöndíj a médiatáborban való részvételre, 2010
- 7. Nemzetközi Fotókiállítás, Budapesti Szolgáltató és Kézművesipari Szakképző Iskola, Különdíj, 2010
- Csillagpont Református Ifjúsági Találkozó, fotóriporteri ösztöndíjas munka, 2011 nyár
- „Remény” Nemzetközi Fotópályázat, Faludi Ferenc Akadémia, II. díj, 2011
- Comenius-Projekt,– „For the Love Of Water” – Európai Unios ösztöndíj, Slagelse, Dánia, 2012